# Треугольные призматические соты
| Треугольные призматические соты | Треугольные призматические соты |
| ------------------------------- | --- |
|                                 | |
| Тип                             | Однородные соты |
| Символ Шлефли                   | {3,6}×{∞} or t0,3{3,6,2,∞} |
| Диаграммы Коксетера             | node_1 · 3 · node · 6 · node · 2 · node_1 · infin · node · node_1 · split1 · branch · 2 · node_1 · infin · node · node_h · split1 · branch_hh · 2 · node_1 · infin · node |
| Симметрия                       | [6,3,2,∞] [3[3],2,∞] [(3[3])+,2,∞] |
| Двойственные                    | Шестиугольные призматические соты |
| Свойства                        | вершинно транзитивны |

Треугольные призматические соты — замощение трёхмерного пространства.  Соты состоят полностью из треугольных призм.
Соты строятся из треугольной мозаики, вытянутой в призмы.
Соты входят в список 28 выпуклых однородных сот.

## Связанные соты

### Шестиугольные призматические соты
| Шестиугольные призматические соты | Шестиугольные призматические соты |
| --------------------------------- | --- |
| Тип                               | Однородные соты |
| Символ Шлефли                     | {6,3}×{∞} or t0,1,3{6,3,2,∞} |
| Диаграмма Коксетера               | node_1 · 6 · node · 3 · node · 2 · node_1 · infin · node · node_1 · 3 · node_1 · 6 · node · 2 · node_1 · infin · node · node_1 · split1 · branch_11 · 2 · node_1 · infin · node |
| Типы ячеек                        | 4.4.6 |
| Вершинная фигура                  | Треугольная бипирамида |
| Симметрия                         | [6,3,2,∞] [3[3],2,∞] |
| Двойственные                      | Треугольные призматические соты |
| Свойства                          | вершинно транзитивны |

Шестиугольные призматические соты являются замощением трёхмерного пространства шестиугольными призмами.
Соты строятся из шестиугольной мозаики, вытянутой в призмы.
Соты входят в список 28 выпуклых однородных сот.
Эти соты могут быть альтернированы в повёрнутые тетраэдрально-октаэдральные соты с парами тетраэдров в промежутках между октаэдрами (вместо треугольных бипирамид).

### Тришестиугольные призматические соты
| Тришестиугольные призматические соты | Тришестиугольные призматические соты                     |
| ------------------------------------ | -------------------------------------------------------- |
| Тип                                  | Однородные соты                                          |
| Символ Шлефли                        | r{6,3}x{∞} or t1,3{6,3}x{∞}                              |
| Вершинная фигура                     | Прямоугольная бипирамида                                 |
| Диаграмма Коксетера                  | node · 6 · node_1 · 3 · node · 2 · node_1 · infin · node |
| Симметрия                            | [6,3,2,∞]                                                |
| Двойственные                         | Ромбические призматические соты                          |
| Свойства                             | вершинно транзитивны]]                                   |

Тришестиугольные призматические соты являются замощением трёхмерного пространства шестиугольными призмами и треугольными призмами в отношении 1:2.
Соты строятся из тришестиугольной мозаики, вытянутой в призмы.
Соты входят в список 28 выпуклых однородных сот.

### Усечённые шестиугольные призматические соты
| Усечённые шестиугольные призматические соты | Усечённые шестиугольные призматические соты                |
| ------------------------------------------- | ---------------------------------------------------------- |
| Тип                                         | Однородные соты                                            |
| Символ Шлефли                               | t{6,3}×{∞} or t0,1,3{6,3,2,∞}                              |
| Диаграмма Коксетера                         | node_1 · 6 · node_1 · 3 · node · 2 · node_1 · infin · node |
| Типы ячеек                                  | 4.4.12 3.4.4                                               |
| Тип граней                                  | {3}, {4}, {12}                                             |
| Рёберные фигцры                             | Квадрат, Равнобедренный треугольник                        |
| Вершинная фигура                            | Треугольная бипирамида                                     |
| Симметрия                                   | [6,3,2,∞]                                                  |
| Двойственные                                | Трижды треугольные призматические соты                     |
| Свойства                                    | вершинно транзитивны                                       |

Усечённые шестиугольные призматические соты являются замощением трёхмерного пространства.  Соты состоят их двенадцатиугольных призм и треугольных призм в отношении 1:2.
Соты строятся из усечённых шестиугольных мозаик, вытянутых в призмы.
Соты входят в список 28 выпуклых однородных сот.

### Ромботришестиугольные призматические соты
| Ромботришестиугольные призматические соты | Ромботришестиугольные призматические соты                                                                                 |
| ----------------------------------------- | --- |
| Тип                                       | Однородные соты |
| Вершинная фигура                          | Трапецеидальня бипирамида                                                                                                 |
| Символ Шлефли                             | rr{6,3}×{∞} or t0,2,3{6,3,2,∞} s2{3,6}×{∞}                                                                                |
| Диаграмма Коксетера                       | node_1 · 6 · node · 3 · node_1 · 2 · node_1 · infin · node · node_h · 3 · node_h · 6 · node_1 · 2 · node_1 · infin · node |
| Симметрия                                 | [6,3,2,∞] |
| Двойственные                              | Дельтовидные тришестиугольные призматические соты                                                                         |
| Свойства                                  | вершинно транзитивны |

Ромботришестиугольные призматические соты являются замощением трёхмерного пространства. Соты состоят из  шестиугольных призм, кубов и треугольных призм в отношении 1:3:2.
Соты строятся из ромботришестиугольной мощаики, вытянутой в призмы.
Соты входят в список 28 выпуклых однородных сот.

### Плосконосые шестиугольные призматические соты
| Плосконосые шестиугольные призматические соты | Плосконосые шестиугольные призматические соты                |
| --------------------------------------------- | ------------------------------------------------------------ |
| Тип                                           | Однородные соты                                              |
| Символ Шлефли                                 | sr{6,3}×{∞}                                                  |
| Диаграмма Коксетера                           | node_h · 6 · node_h · 3 · node_h · 2 · node_1 · infin · node |
| Симметрия                                     | [(6,3)+,2,∞]                                                 |
| Двойственные                                  | Цветочные пятиугольные призматические соты                   |
| Свойства                                      | вершинно транзитивны                                         |

Плосконосые шестиугольные призматические соты являются замощением трёхмерного пространства.  Соты состоят из шестиугольных призм и треугольных призм в отношении 1:8.
Соты строятся из плосконосых шестиугольных мозаик, вытянутых в призмы.
Соты входят в список 28 выпуклых однородных сот.

### Усечённые тришестиугольные призматические соты
| Усечённые тришестиугольные призматические соты | Усечённые тришестиугольные призматические соты               |
| ---------------------------------------------- | ------------------------------------------------------------ |
| Тип                                            | Однородные соты                                              |
| Символ Шлефли                                  | tr{6,3}×{∞} или t0,1,2,3{6,3,2,∞}                            |
| Диаграмма Коксетера                            | node_1 · 6 · node_1 · 3 · node_1 · 2 · node_1 · infin · node |
| Симметрия                                      | [6,3,2,∞]                                                    |
| Вершинная фигура                               | неправильная. треугольная Бипирамида                         |
| Двойственные                                   | Разделённые ромбические (кисромбические) призматические соты |
| Свойства                                       | вершинно транзитивны                                         |

Усечённые тришестиугольные призматические соты являются замощением трёхмерного пространства. Соты состоят из двенадцатиугольных пирамид, шестиугольных призм, и кубов в отношении 1:2:3.
Соты строятся из усечённых тришестиугольных мозаик, вытянутых в призмы.
Соты входят в список 28 выпуклых однородных сот.

### Удлинённые треугольные призматические соты
| Удлинённые треугольные призматические соты | Удлинённые треугольные призматические соты |
| ------------------------------------------ | --- |
| Тип                                        | Однородные соты |
| Символ Шлефли                              | {3,6}:e×{∞} s{∞}h1{∞}×{∞} |
| Диаграмма Коксетера                        | node · infin · node_h · 2x · node_h · infin · node_1 · 2 · node_1 · infin · node · node_h · infin · node_h · 2x · node_h · infin · node_1 · 2 · node_1 · infin · node |
| Симметрия                                  | [∞,2+,∞,2,∞] [(∞,2)+,∞,2,∞] |
| Двойственные                               | Призматические пятиугольные призматические соты |
| Свойства                                   | вершинно транзитивны |

Удлинённые треугольные призматические соты являются замощением (сотами) трёхмерного пространства.  Соты состоят из кубов и треугольных призм в отношении 1:2.
Соты строятся из удлинённой треугольной мозаики, вытянутой в призмы.
Соты входят в список 28 выпуклых однородных сот.

### Повёрнутые треугольные призматические соты
| Повёрнутые треугольные призматические соты | Повёрнутые треугольные призматические соты |
| ------------------------------------------ | ------------------------------------------ |
| Тип                                        | Выпуклые однородные соты                   |
| Символ Шлефли                              | {3,6}:g×{∞} {4,4}f{∞}                      |
| Типы ячеек                                 | (3.4.4)                                    |
| Типы граней                                | {3}, {4}                                   |
| Вершинная фигура                           |                                            |
| Кристаллографическая группа                | ?                                          |
| Двойственные                               | ?                                          |
| Свойства                                   | вершинно транзитивны                       |

Повёрнутые треугольные призматические соты являются замощением трёхмерного пространства треугольными призмами. Соты вершинно однородны с 12 треугольными призмами на одну вершину.
Соты можно рассматривать как параллельные слои квадратной мозаики с чередующимся сдвигом, вызванным слоями сдвоенных пар треугольных призм. Призмы в каждом слое повёрнуты на 90º по отношению к следующему уровню.
Соты входят в список 28 выпуклых однородных сот.
Пары треугольных призм можно скомбинировать, чтобы создать ячейки в виде двускатных повёрнутых бикуполов. Получающиеся соты тесно связаны, но не эквивалентны — они имеют то же самое число вершин и рёбер, но различаются двумерными гранями и трёхмерными ячейками.

### Скрученно удлинённые призматические соты
| Скрученно удлинённые призматические соты | Скрученно удлинённые призматические соты |
| ---------------------------------------- | ---------------------------------------- |
| Тип                                      | Однородные соты                          |
| Символ Шлефли                            | {3,6}:ge×{∞} {4,4}f1{∞}                  |
| Вершинная фигура                         |                                          |
| Группа симметрии                         | ?                                        |
| Двойственные                             | -                                        |
| Свойства                                 | вершинно транзитивны                     |

 Скрученно удлинённые призматические соты являются замощением трёхмерного пространства.  Они состоят из кубов и треугольных призм в отношении 1:2.
Соты созданы чередующимися слоями кубов и треугольных призм с призмами, повёрнутыми на 90º.
Соты связаны с удлинёнными треугольными призматическими сотами, в которых треугольные призмы имеют одну и ту же ориентацию.